# Henriette Hansen
Pour les articles homonymes, voir Hansen.
Henriette Hansen, née le 7 mai 1814 et morte le 20 novembre 1892 à Oslo, Norvège, est une actrice de théâtre, chanteuse d'opéra et danseuse de ballet norvégienne. Elle appartient à la génération pionnière du Christiania Offentlige Theater d'Oslo, premier théâtre public de Norvège ouvert en 1927. Ce théâtre est actif de 1827 à 1835 mais est ravagé par un incendie le 5 novembre 1835. Une fois rénové, il rouvre ses portes sous le nom de Christiania Norwegian Theatre en octobre 1837 . Étant la première scène publique de Norvège, Henriette Hansen est considérée comme la première danseuse de ballet professionnelle originaire du pays .

## Biographie
Henriette Hansen est la fille du commerçant Christopher Hansen et de son épouse Gunhild Jensdatter. En Norvège, le théâtre professionnel a longtemps été synonyme de troupes d'acteurs qui voyageaient à travers le Danemark et la Suède. En 1827, le Christiania Offentlige Theater , premier théâtre public a ouvert grâce à l'acteur suédois Johan Peter Strömberg qui avait l'ambition de proposer un théâtre norvégien professionnel avec des acteurs norvégiens. À l'inauguration du théâtre de Strömberg, le 30 janvier 1827, les danseuses norvégiennes Henriette Hansen et Andrine (Randine) Christensen, les enfants recueillies par Strömberg, ont donné une représentation de ballet. Ensuite a été présentée la pièce de théâtre Hustrun,  traduction d'August von Kotzebue de l'œuvre Die deutsche Hausfrau. Les critiques ont été élogieuses et le public a reconnu le talent d'Henriette autant pour sa prestation de chanteuse, danseuse que son rôle d'actrice. Elle a été surnommée "le joyau de la scène norvégienne". Malgré tout, Henriette quitte la scène en 1831, après son mariage avec H. A. Bjerregaard.